# Store Rørbæk
Store Rørbæk er en landsby i Nordsjælland med 576 indbyggere  (2024). Store Rørbæk er beliggende i i Snostrup Sogn fem kilometer vest for Ølstykke Stationsby og syv kilometer sydøst for Frederikssund. Byen tilhører Frederikssund Kommune og er beliggende i Region Hovedstaden.

## Byplanlægning
Frederikssund Kommune planlægger at bygge en helt ny by ved Store Rørbæk. Den påtænkes lokaliseret i området mellem Store Rørbæk, Frederikssund, Slangerup og Ølstykke Stationsby med tilhørende S-togsstation og bliver navngivet Vinge. Arealet for byen ventes at blive på 350 ha eller større end Ørestad (310 ha). Byen ventes at kunne få op til 6.000 boliger og 3.000-6.000 arbejdspladser. 

## Kendte bysbørn
- Peder Nordsten, født Nielsen 18. februar 1840, grundlagde Nordstensfabrikkerne i Hillerød.[3][4]